# Parafia św. Mikołaja w Białowieży
Parafia św. Mikołaja – parafia prawosławna w Białowieży, w dekanacie Hajnówka diecezji warszawsko-bielskiej.
Na terenie parafii funkcjonują 2 cerkwie i 1 kaplica:
- cerkiew św. Mikołaja w Białowieży – parafialna
- cerkiew Świętych Cyryla i Metodego w Białowieży – cmentarna
- kaplica św. Aleksandra Newskiego w Białowieży – na terenie Skansenu Architektury Drewnianej Ludności Ruskiej Podlasia

Do parafii należy też zabytkowa kapliczka przy ulicy Sportowej oraz czasownia znajdująca się w Puszczy Białowieskiej.

## Historia
Dokładna data powstania parafii nie jest znana. Prawdopodobnie nastąpiło to w 1800 lub początku 1801 i była to pierwotnie parafia unicka. W 1839 w wyniku likwidacji unii na ziemiach pod władzą rosyjską (oprócz Chełmszczyzny, gdzie unia przetrwała do 1875), parafia wraz z wiernymi została włączona do Rosyjskiego Kościoła Prawosławnego. W 1900 należało do niej 2315 wiernych. Do 1900 podlegała eparchii wileńskiej i litewskiej, następnie (do 1915, tj. do czasu bieżeństwa) – eparchii grodzieńskiej. Reaktywacja parafii nastąpiła w 1918. Od 1946 należy do dekanatu hajnowskiego.
W 2012 parafia liczyła ok. 1000 wiernych. W jej skład oprócz Białowieży wchodzą wsie położone na polanie białowieskiej (Stoczek, Zastawa, Krzyże, Podolany I i II) oraz Grudki, Pogorzelce, Teremiski, Budy i Czerlonka.

## Wykaz proboszczów
- 1846 – ks. Czajkowski
- 1851–1853 – ks. Parfieniusz Bazylewski
- 1853–1870 – ks. Jan Jakubowski
- 1870–1884 – ks. Cyryl Szyryński
- 1884–1915 – ks. Michał Szyryński
- 1915 – ks. Aleksander Gieleża
- bieżeństwo
- 1918–1924 – ks. Apolinary Kosteńczyk
- 1924 – administratorzy: ks. Mikołaj Jerzykowski i ks. Leoncjusz Kańkowski
- 1924–1931 – ks. Jan Skalski
- 1931–1939 – ks. Włodzimierz Cechan
- 1939–1979 – ks. Klaudiusz Puszkarski
- od 1979 – ks. Sergiusz Korch

## Galeria

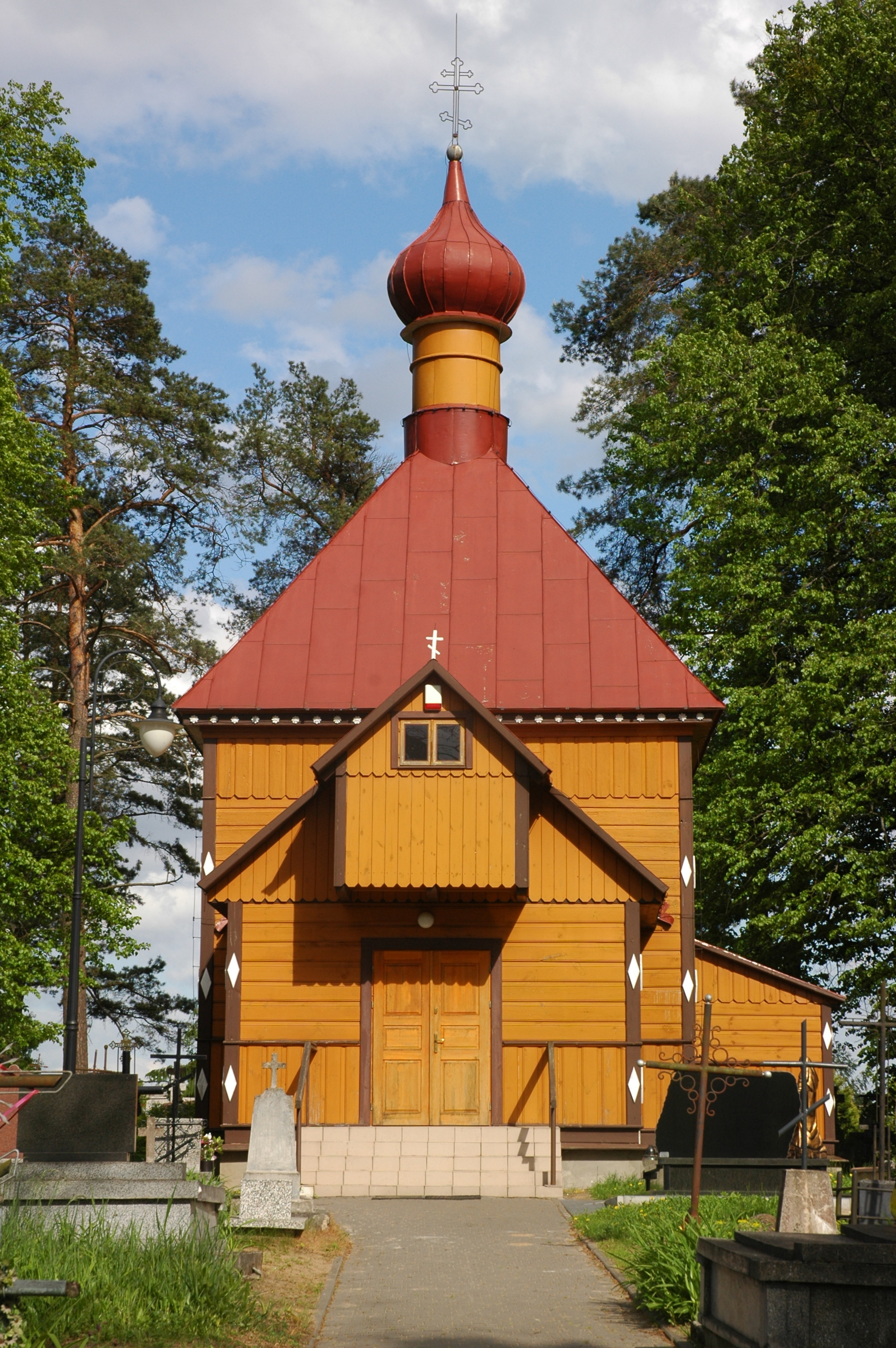
Cerkiew cmentarna Świętych Cyryla i Metodego
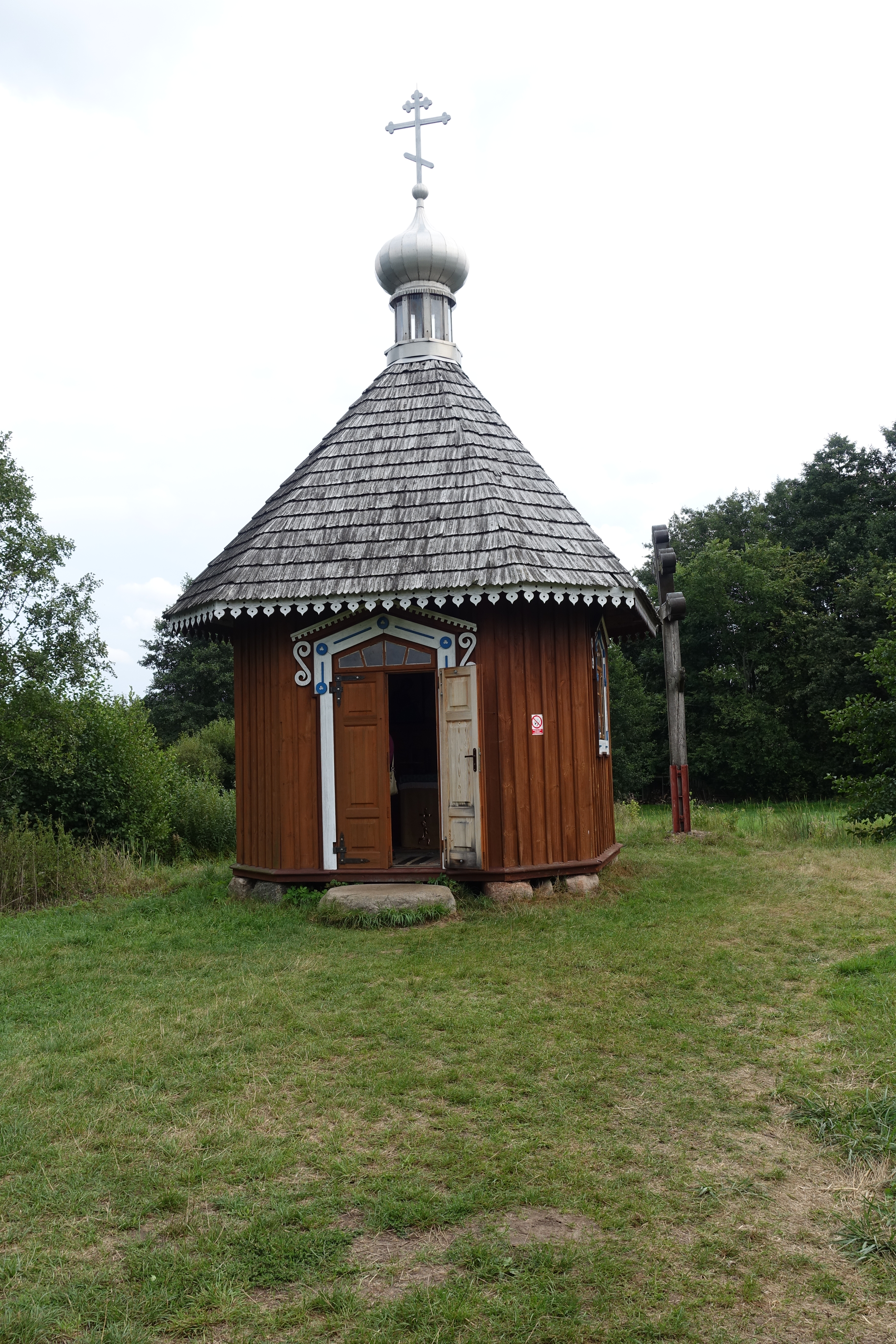
Kaplica św. Aleksandra Newskiego na terenie skansenu
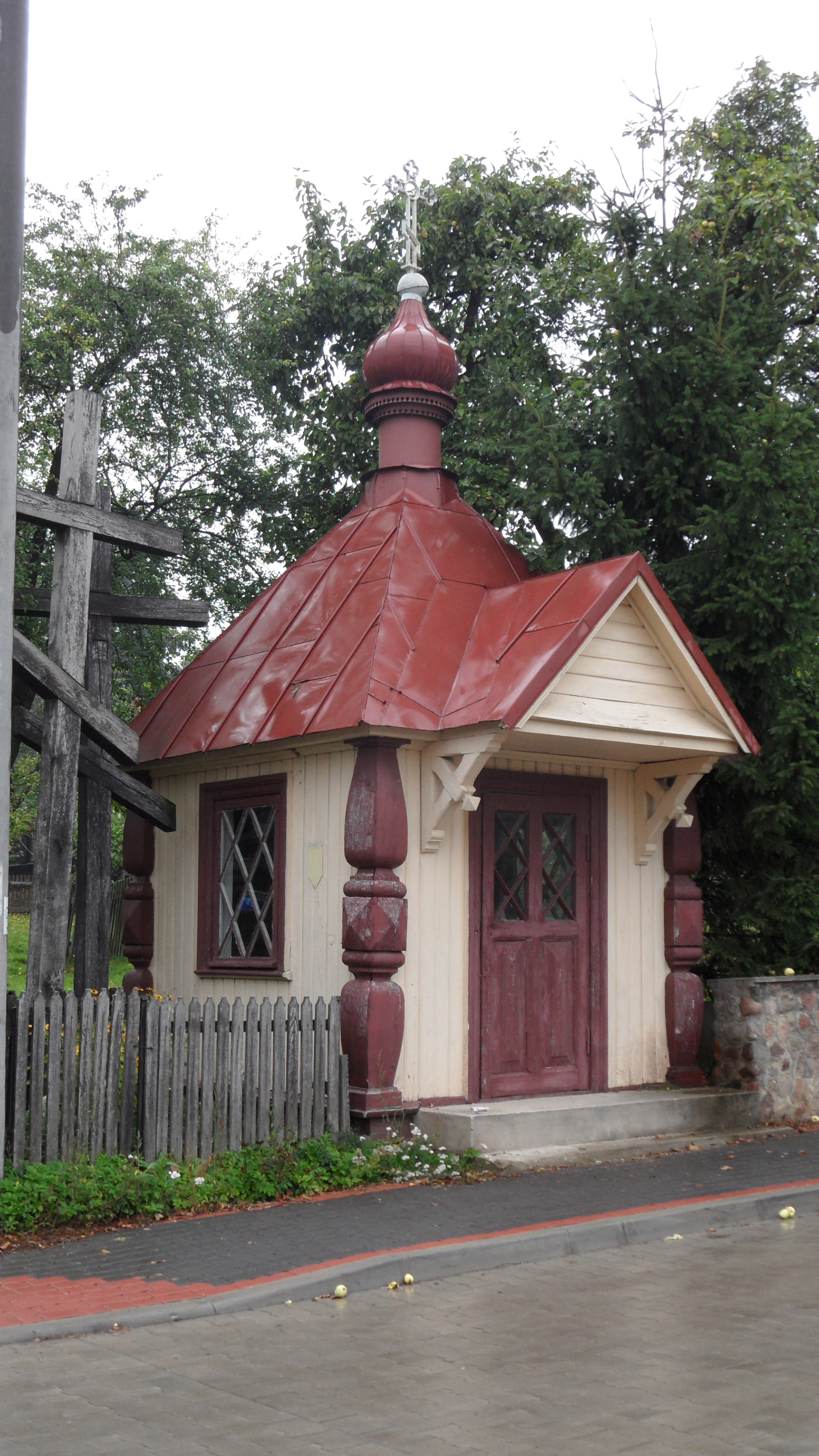
Kapliczka przy ul. Sportowej